# Rhabditis (Pellioditis) buetschlii
Rhabditis (Pellioditis) buetschlii is een rondwormensoort uit de familie van de Rhabditidae.